# عطش (فلم 2010)
عطش (بالإنجليزية: Thirst) هو فيلم دراما وإثارة تم إنتاجه في كندا وصدر سنة 2010، من بطولة لاسي تشابيرت وتايج رونيان.

## القصة
أربعة أصدقاء يتوجهون إلى الصحراء، لكن تتعطّل سيارتهم ويواجهون عندها كابوسًا حقيقيًا.

## وصلات خارجية
- عطش على موقع IMDb (الإنجليزية)
- عطش على موقع روتن توميتوز (الإنجليزية)
- عطش على موقع Turner Classic Movies (الإنجليزية)
- عطش على موقع أول موفي (الإنجليزية)
- عطش على موقع فيلمافينيتي (الإسبانية)
- عطش على موقع قاعدة بيانات الفيلم (الإنجليزية)
- عطش على موقع ليتربوكسد (الإنجليزية)
- عطش على موقع كينوبويسك (الروسية)

- عطش على IMDB
- عطش على Rotten Tomatos
- عطش على AllMovie